# Малий Кобелячок
Мали́й Кобеля́чок — село в Україні, у Новосанжарській селищній громаді Полтавського району Полтавської області. Населення становить 1057 осіб. До 2020 орган місцевого самоврядування — Малокобелячківська сільська рада.

## Географія
Село Малий Кобелячок знаходиться біля витоків річки Малий Кобелячок, нижче за течією на відстані 2 км розташоване село Козуби. Поруч проходить автомобільна дорога М22 (E584).

## Населення

### Мова
Розподіл населення за рідною мовою за даними перепису 2001 року:
| Мова       | Кількість | Відсоток |
| ---------- | --------- | -------- |
| українська | 1050      | 99.34%   |
| російська  | 7         | 0.66%    |
| Усього     | 1057      | 100%     |

## Історія
12 червня 2020 року, відповідно до розпорядження Кабінету Міністрів України № 721-р «Про визначення адміністративних центрів та затвердження територій територіальних громад Полтавської області», село увійшло до складу Новосанжарської селищної громади.
19 липня 2020 року, в результаті адміністративно - територіальної реформи та ліквідації Новосанжарського району, село увійшло до складу новоутвореного Полтавського району Полтавської області.

## Економіка
- ПП «Маяк».
- ПП «Наука-Агро-Маяк».

## Об'єкти соціальної сфери
Малокобелячківська ЗОШ є однією з найкращих в районі. Вчителі дають учням міцні знання, що підтверджується участю в районних та обласних олімпіадах.
Сайт Малокобелячківської ЗОШ: https://mkobelyachokzosh.e-schools.info/ [Архівовано 17 березня 2018 у Wayback Machine.]

## Галерея

Малий стадіон
Будинок культури
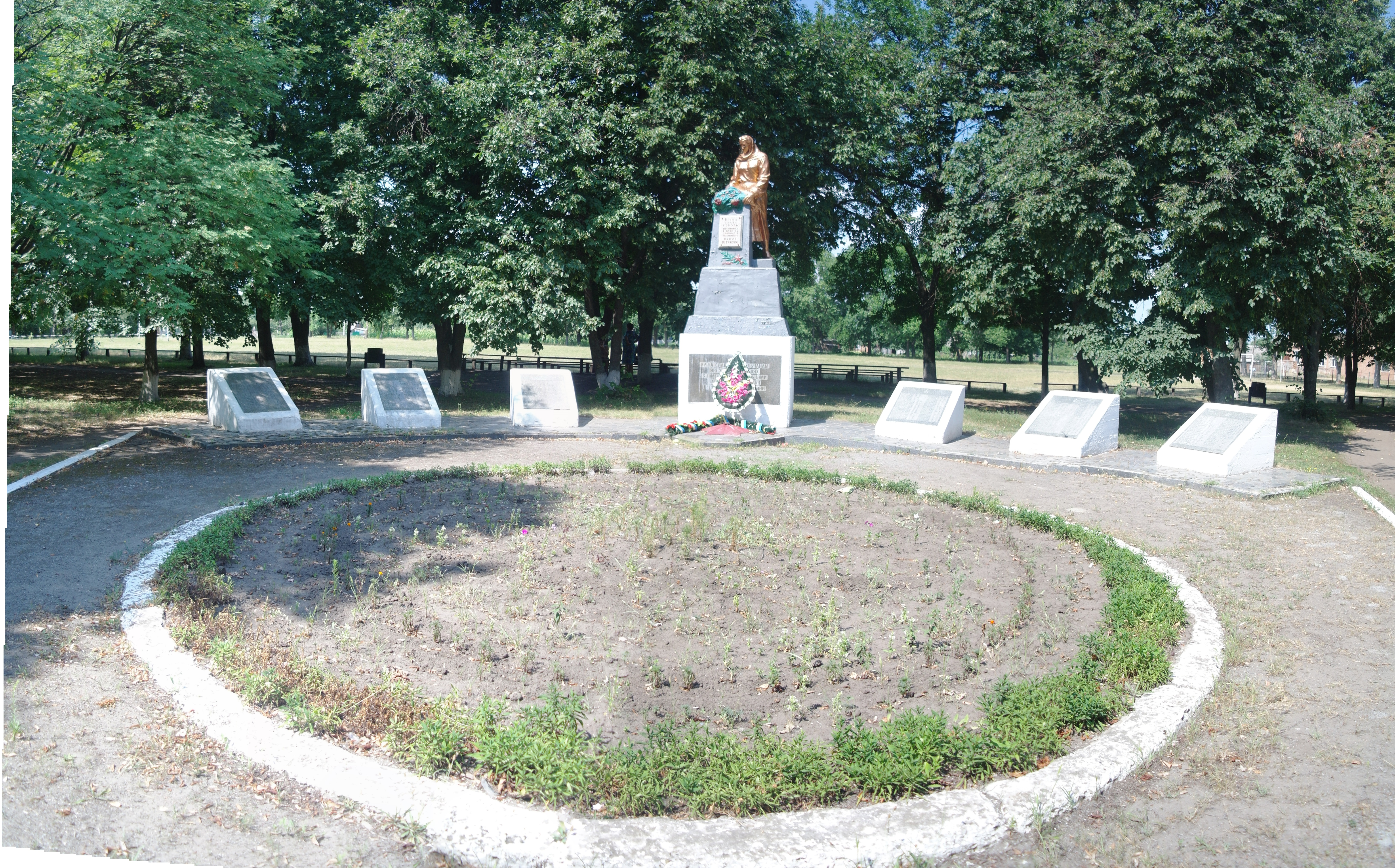
Пам'ятник учасникам Другої Світової Війни
Сільське господарство
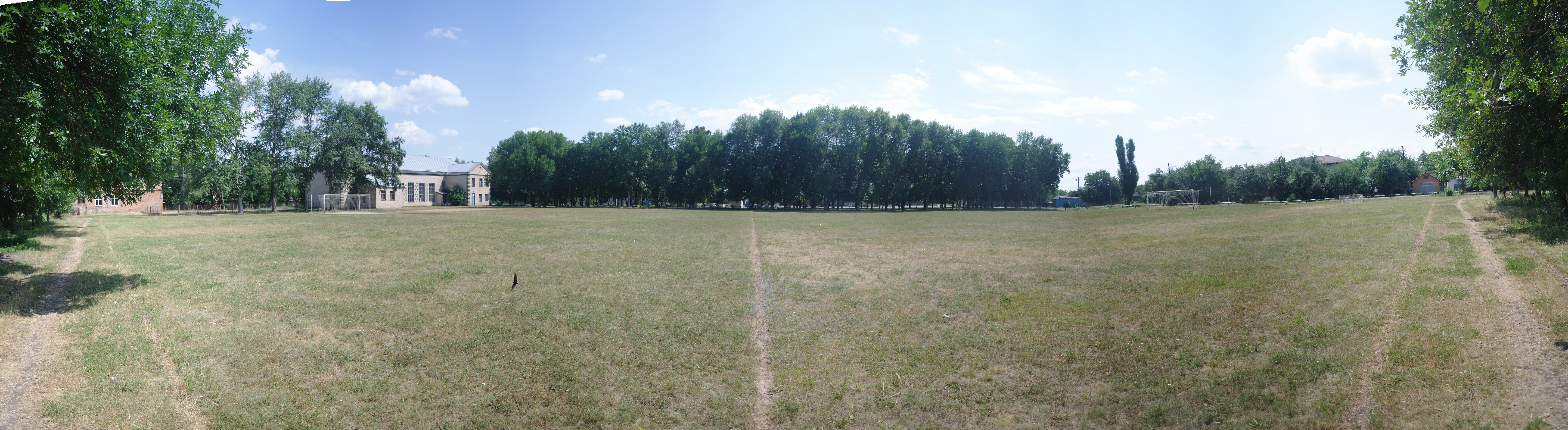
Стадіон
Дитячий садочок
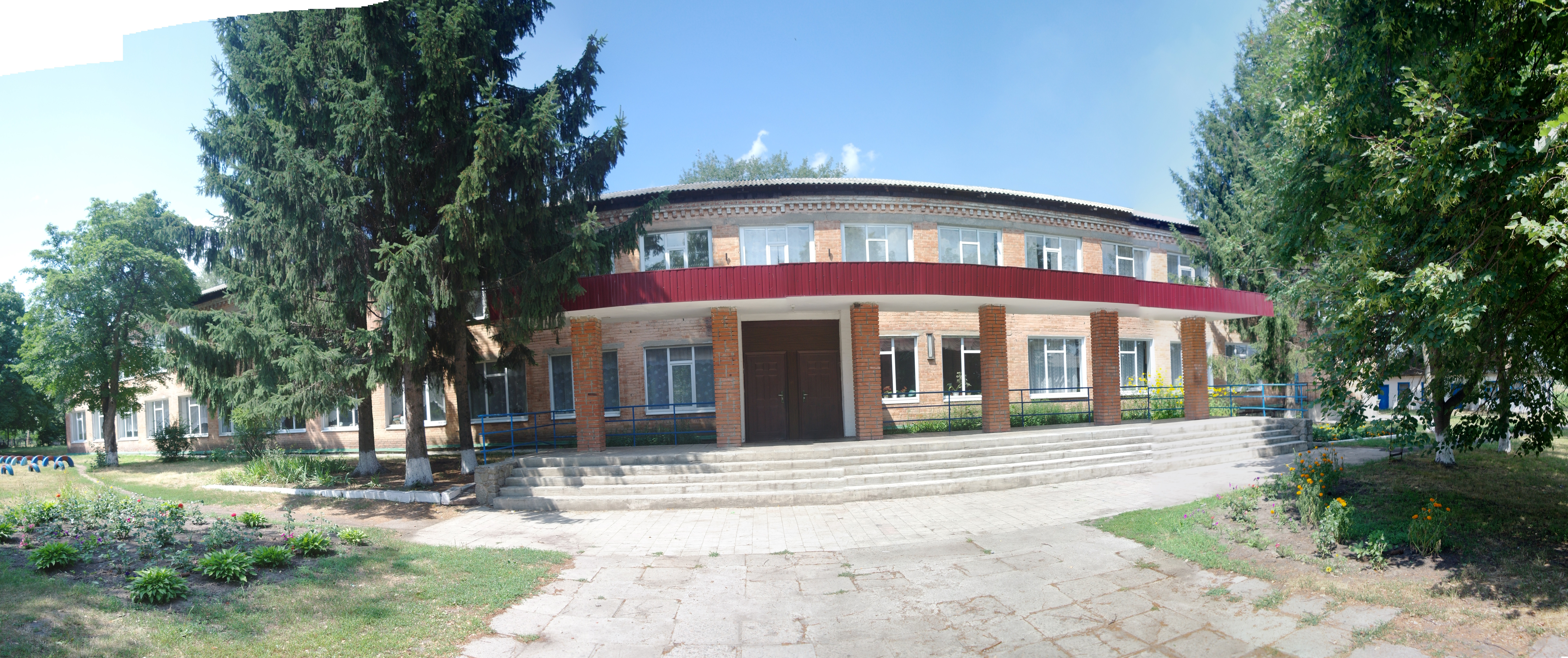
Малокобелячківська школа І-ІІІ ступенів
Центр села (панорама)
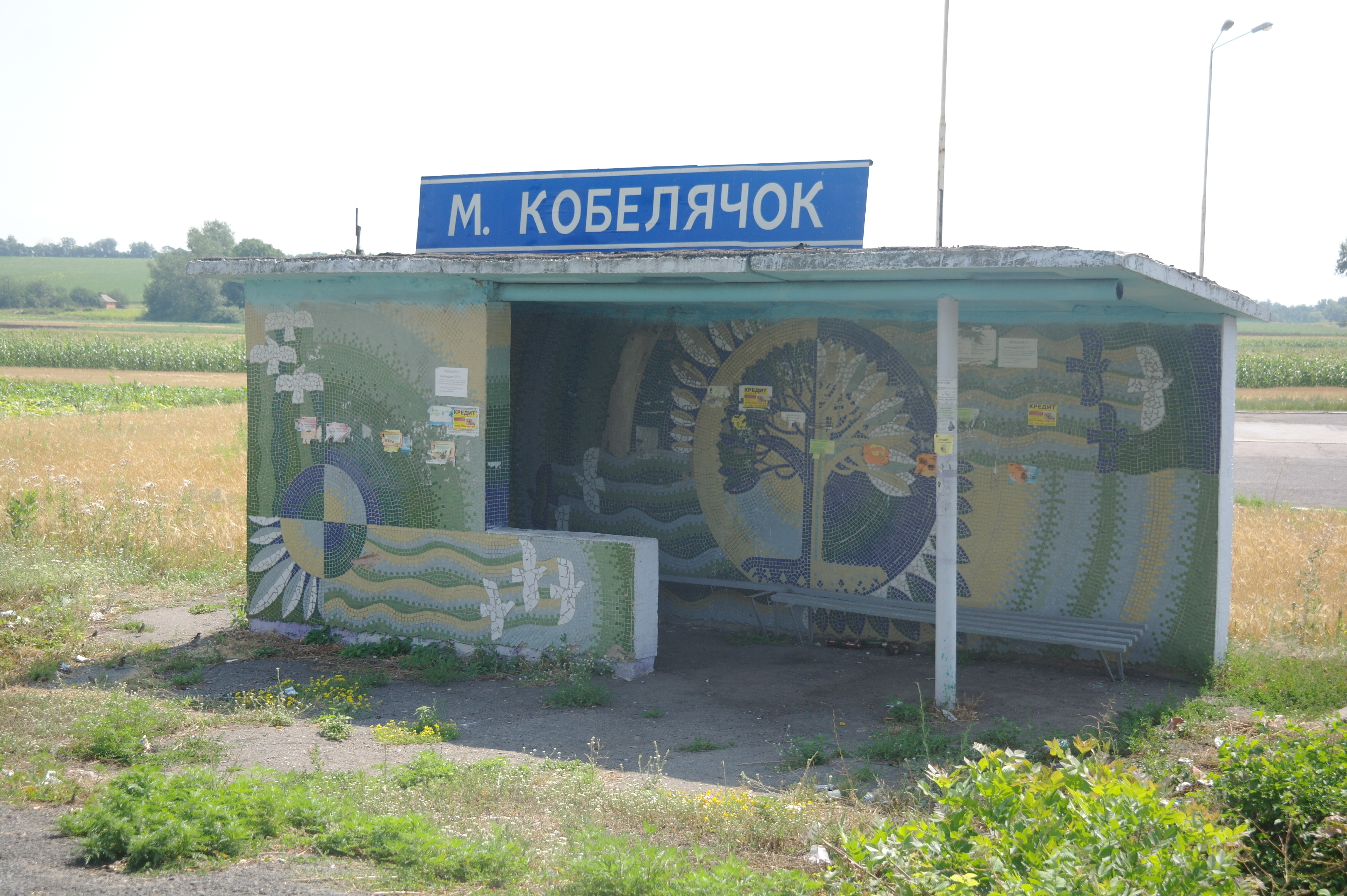
Зупинка на трасі Полтава — Кременчук
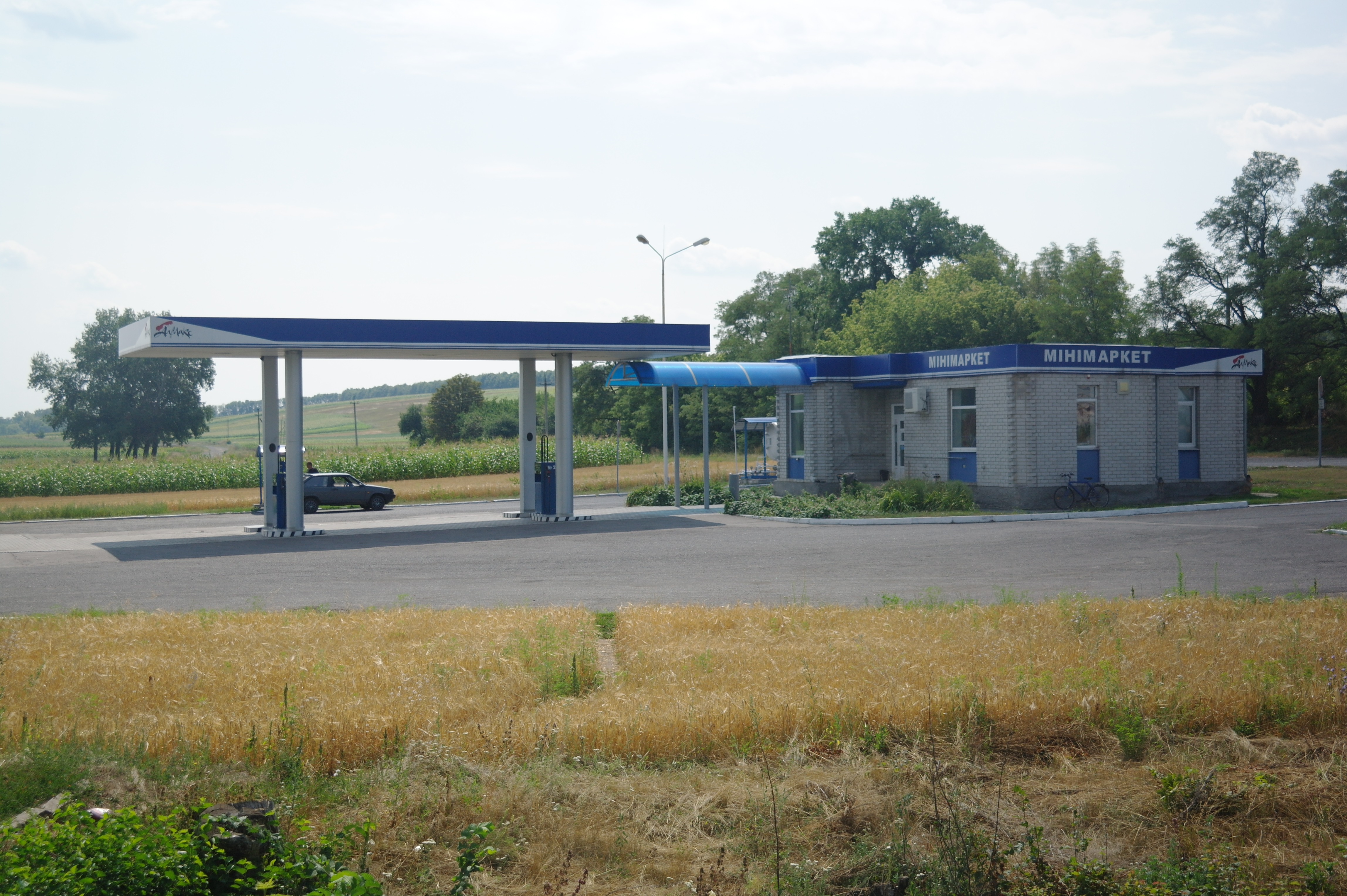
Заправка
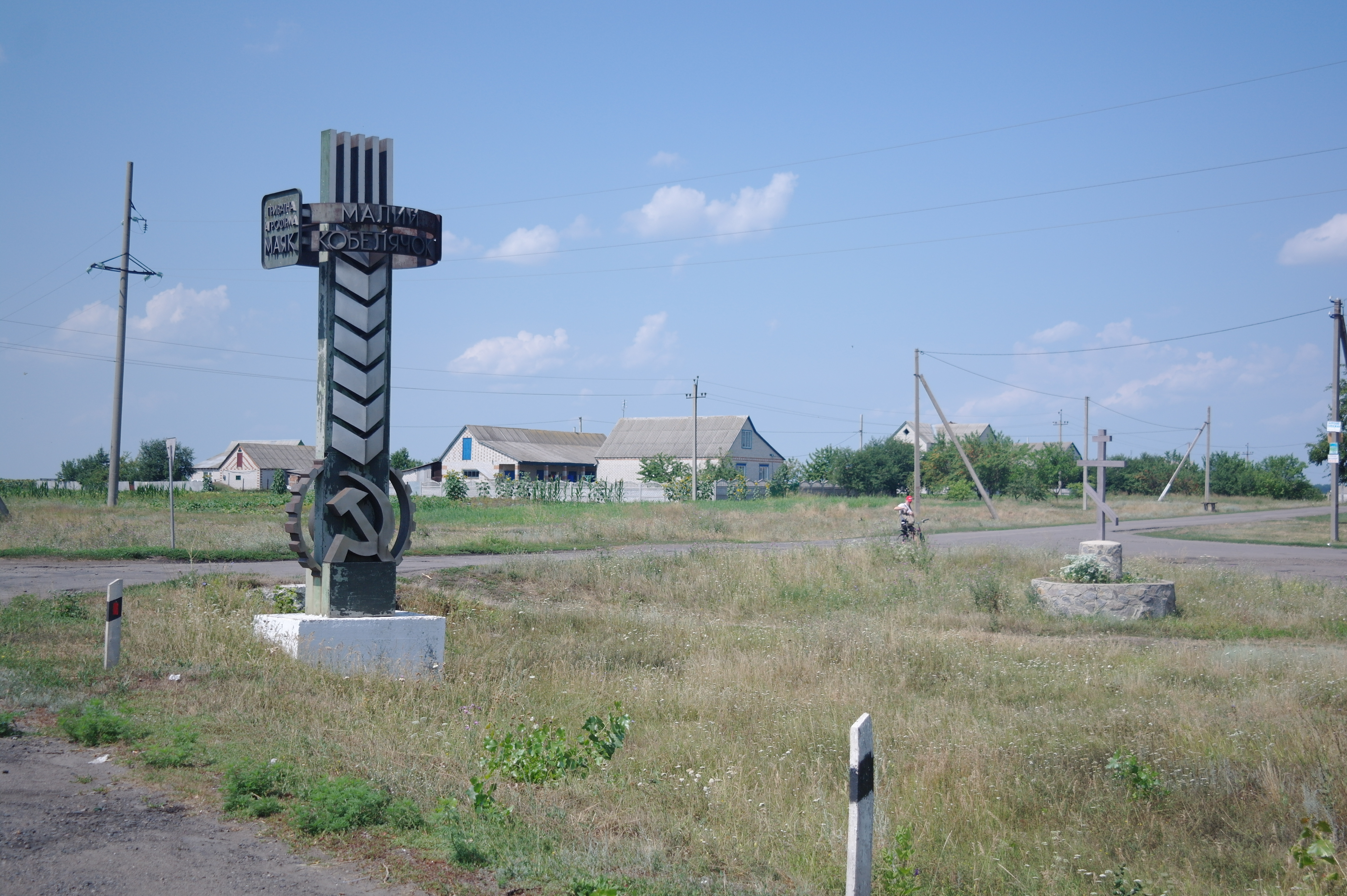
Знак на трасі Полтава — Кременчук
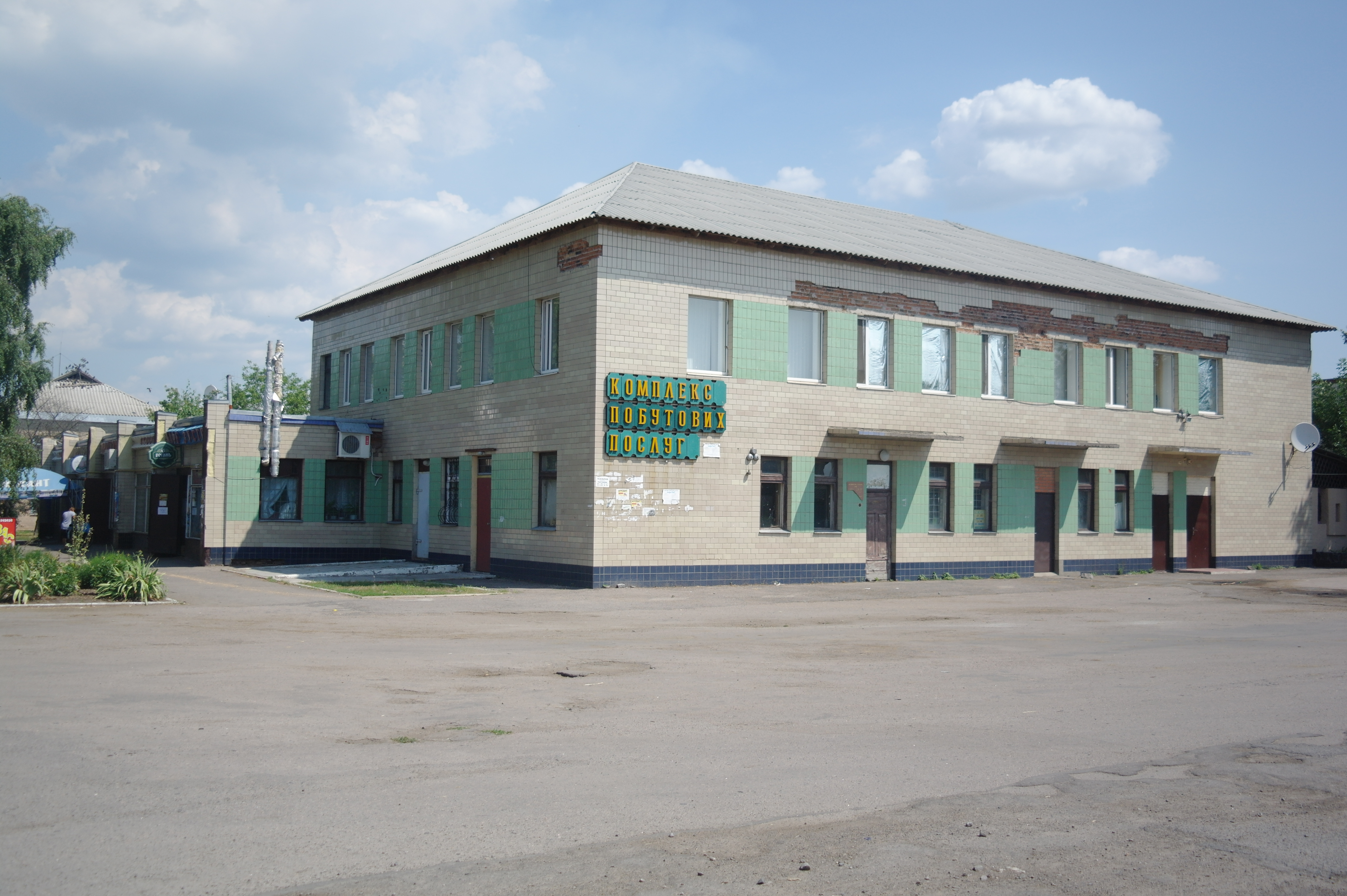
Магазинний комплекс
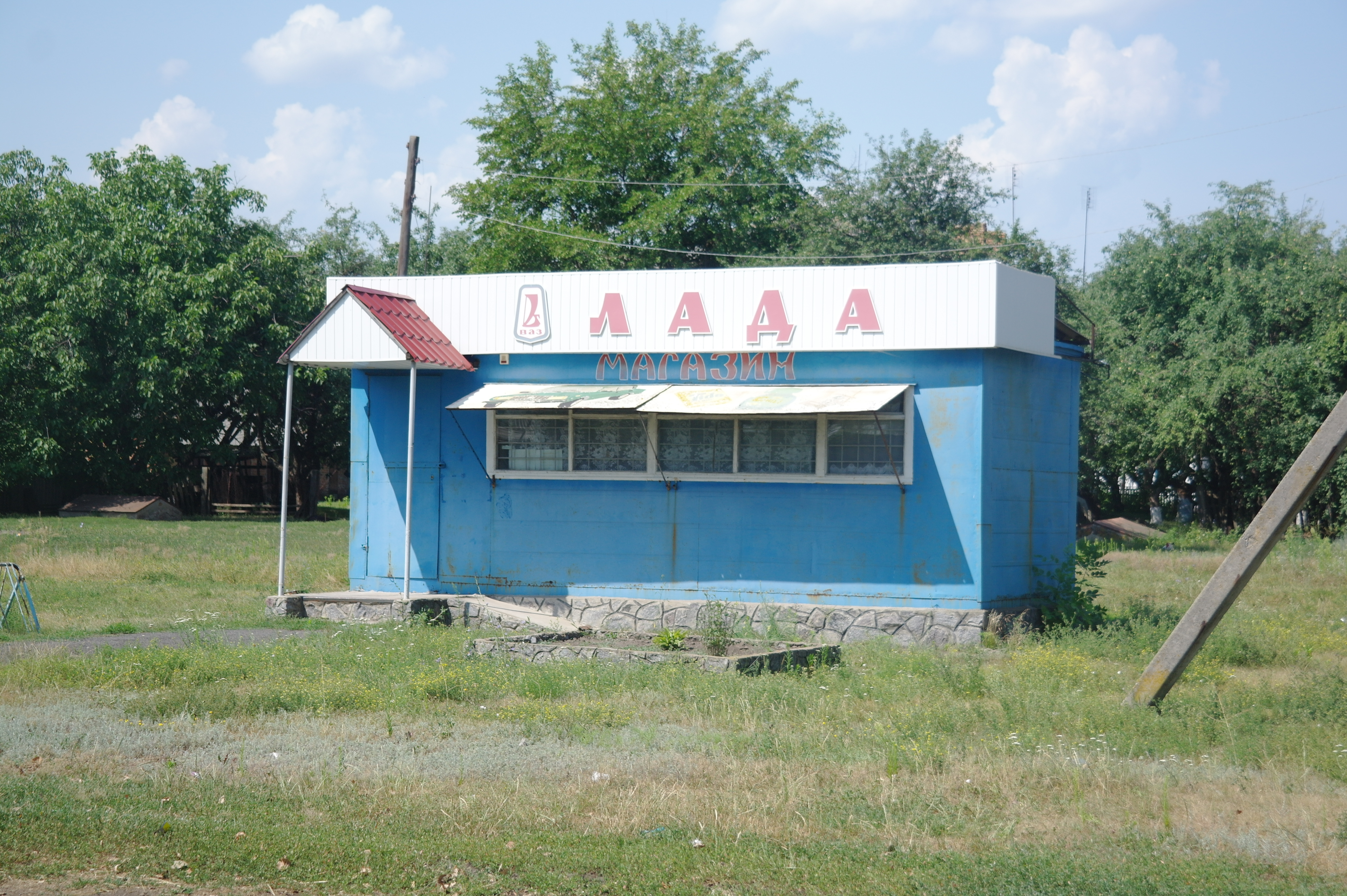
Магазин «Лада»
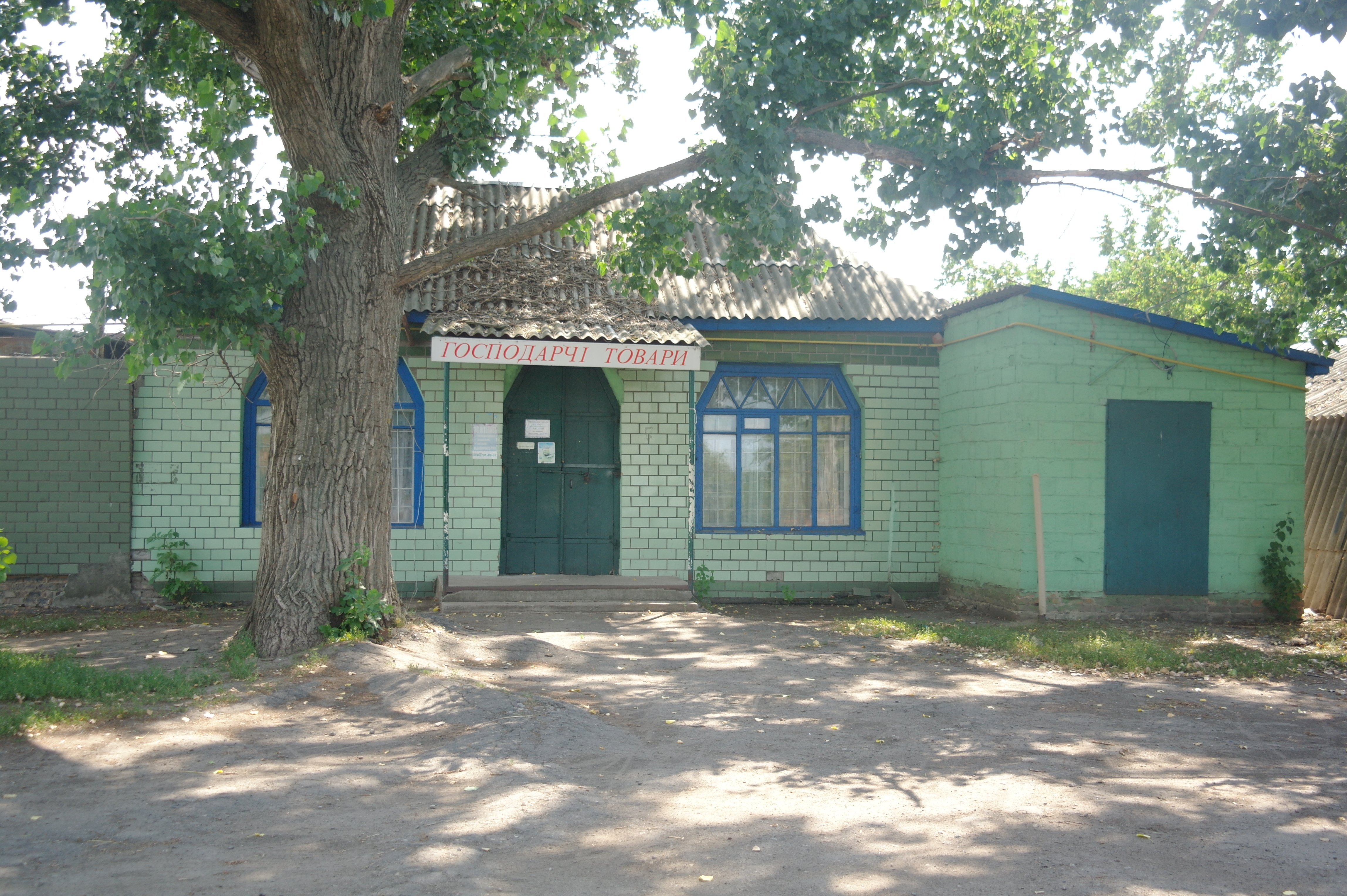
Магазин побутових товарів
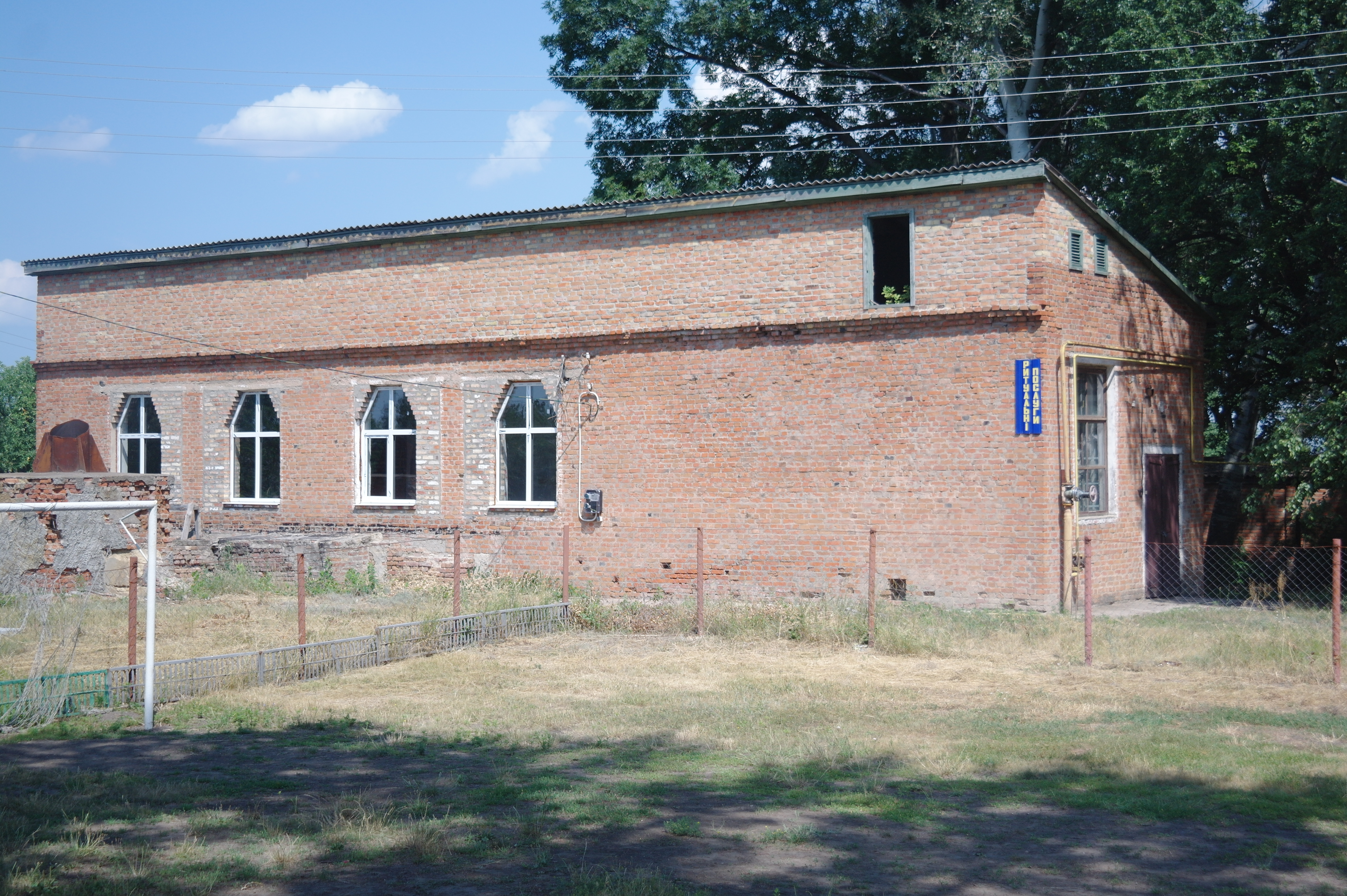
Ритуальні послуги
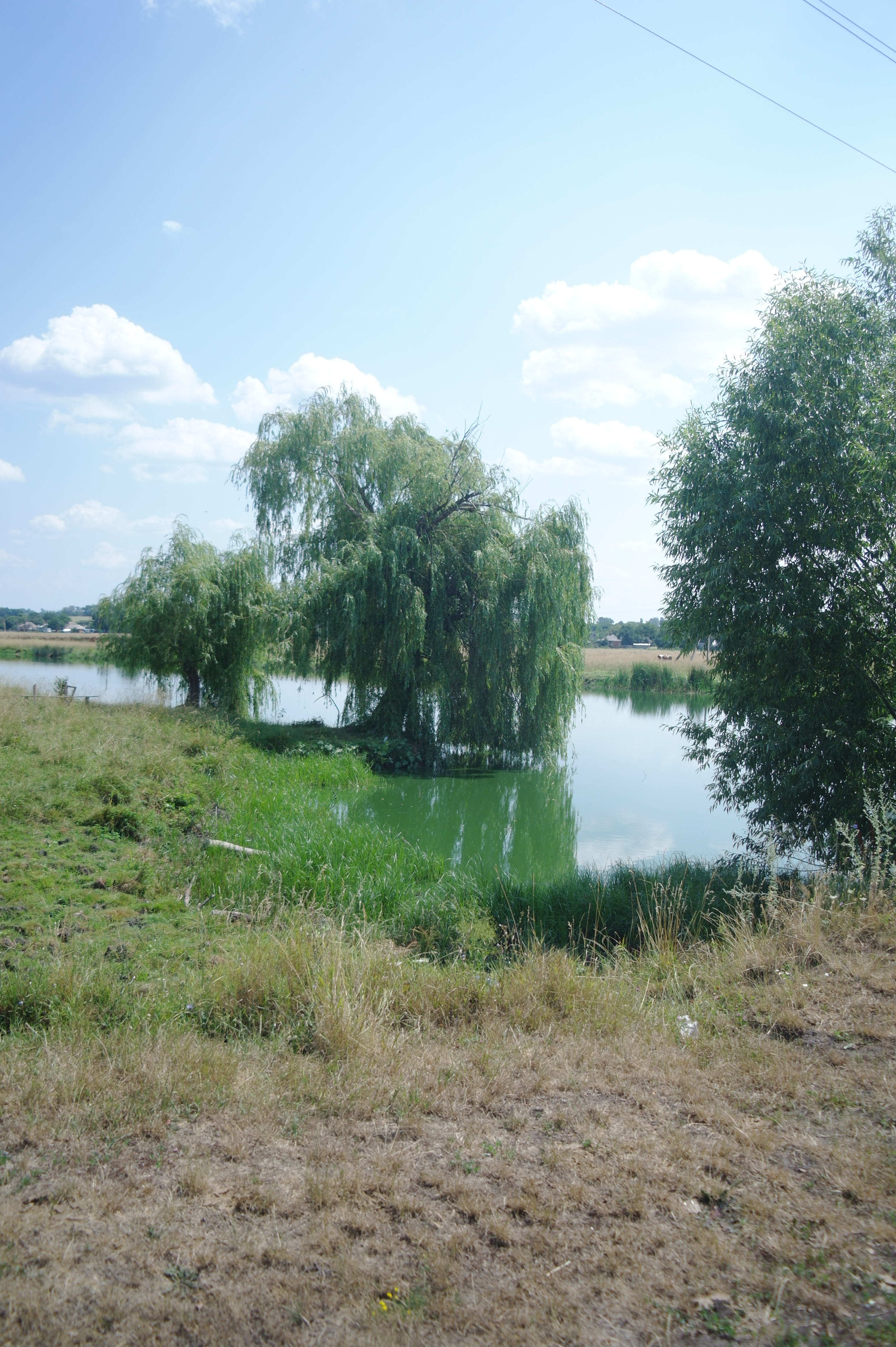
Ставок
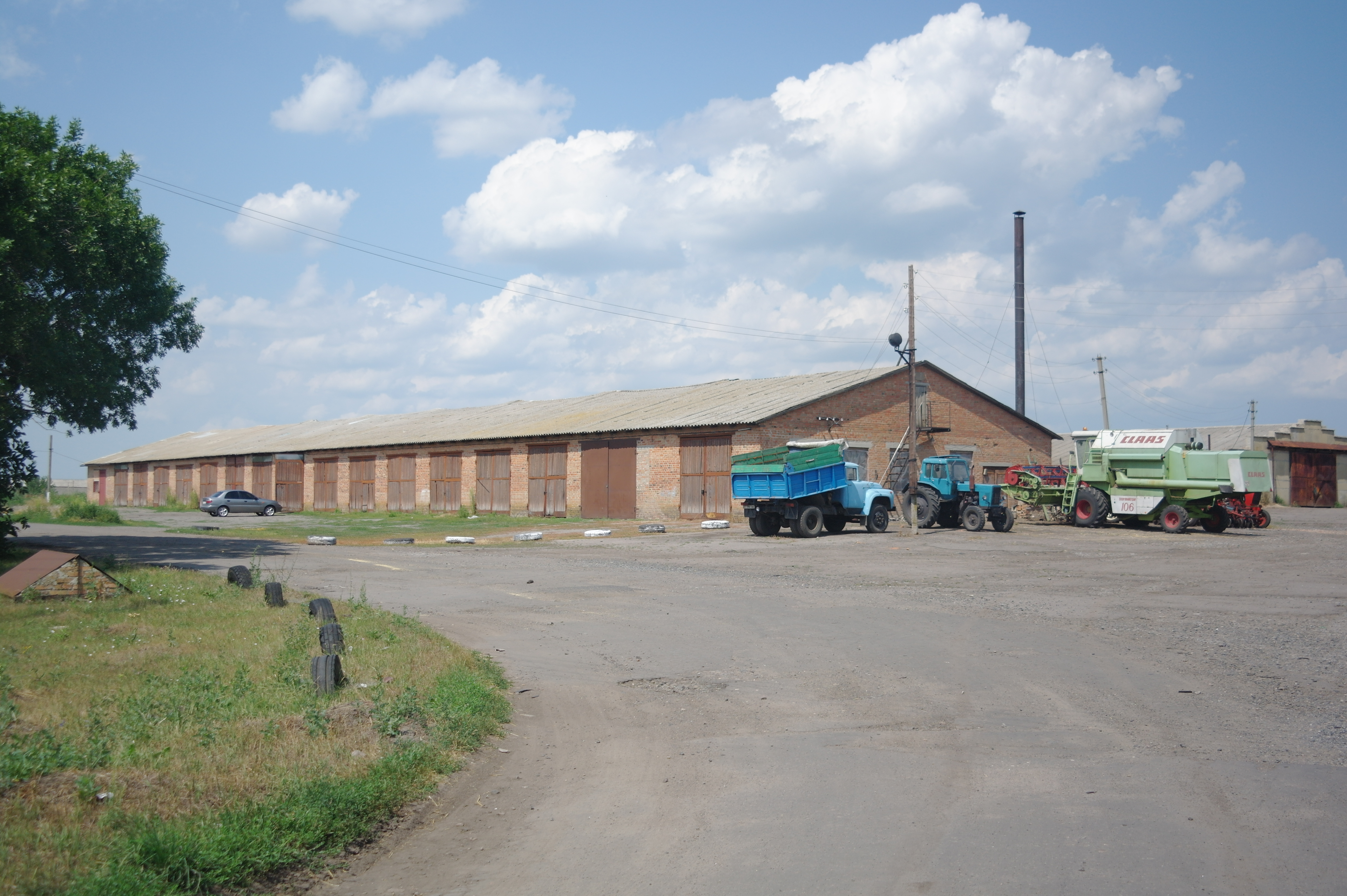
Приватне господарство
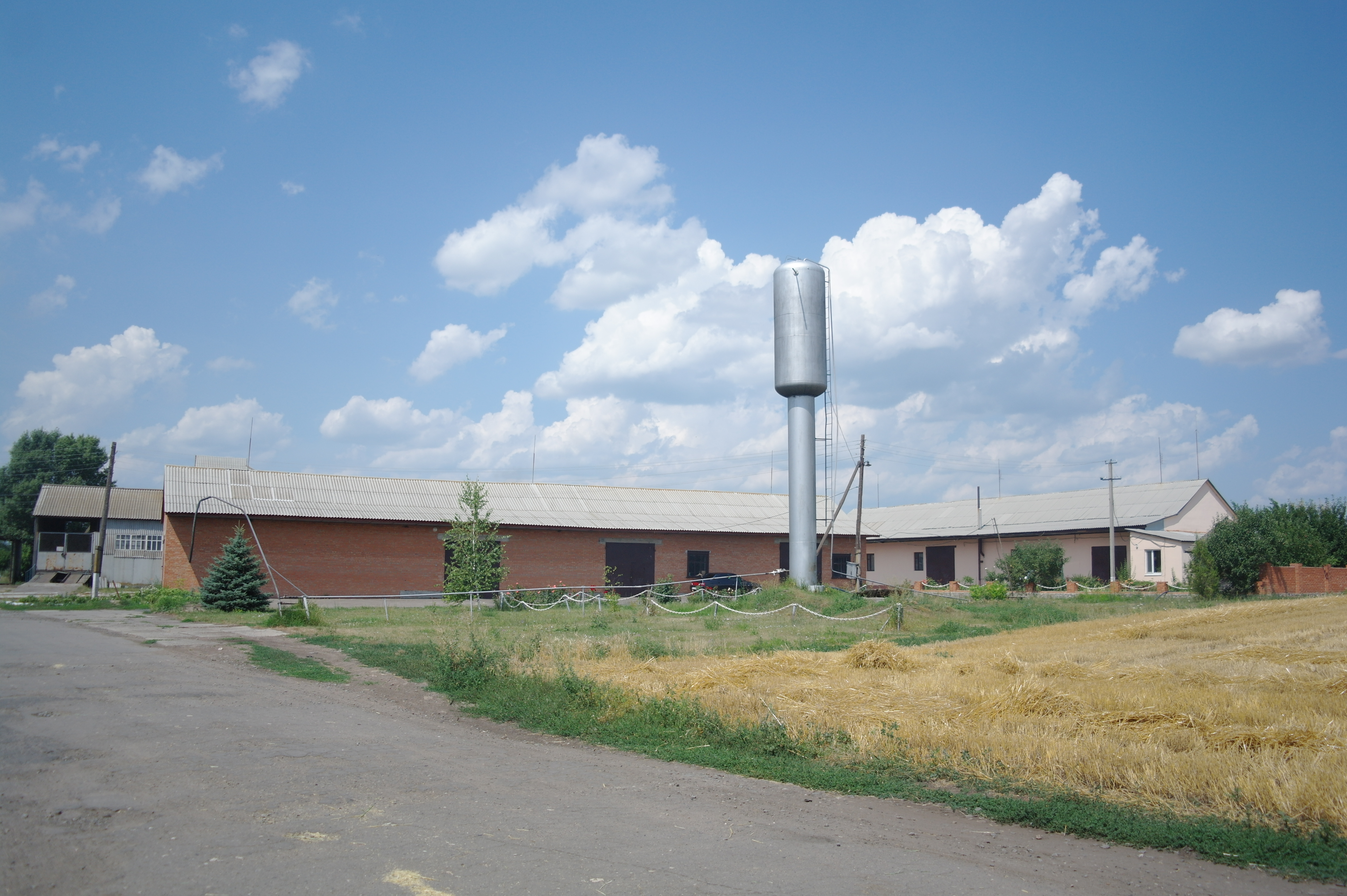
Олійниця (східна сторона)
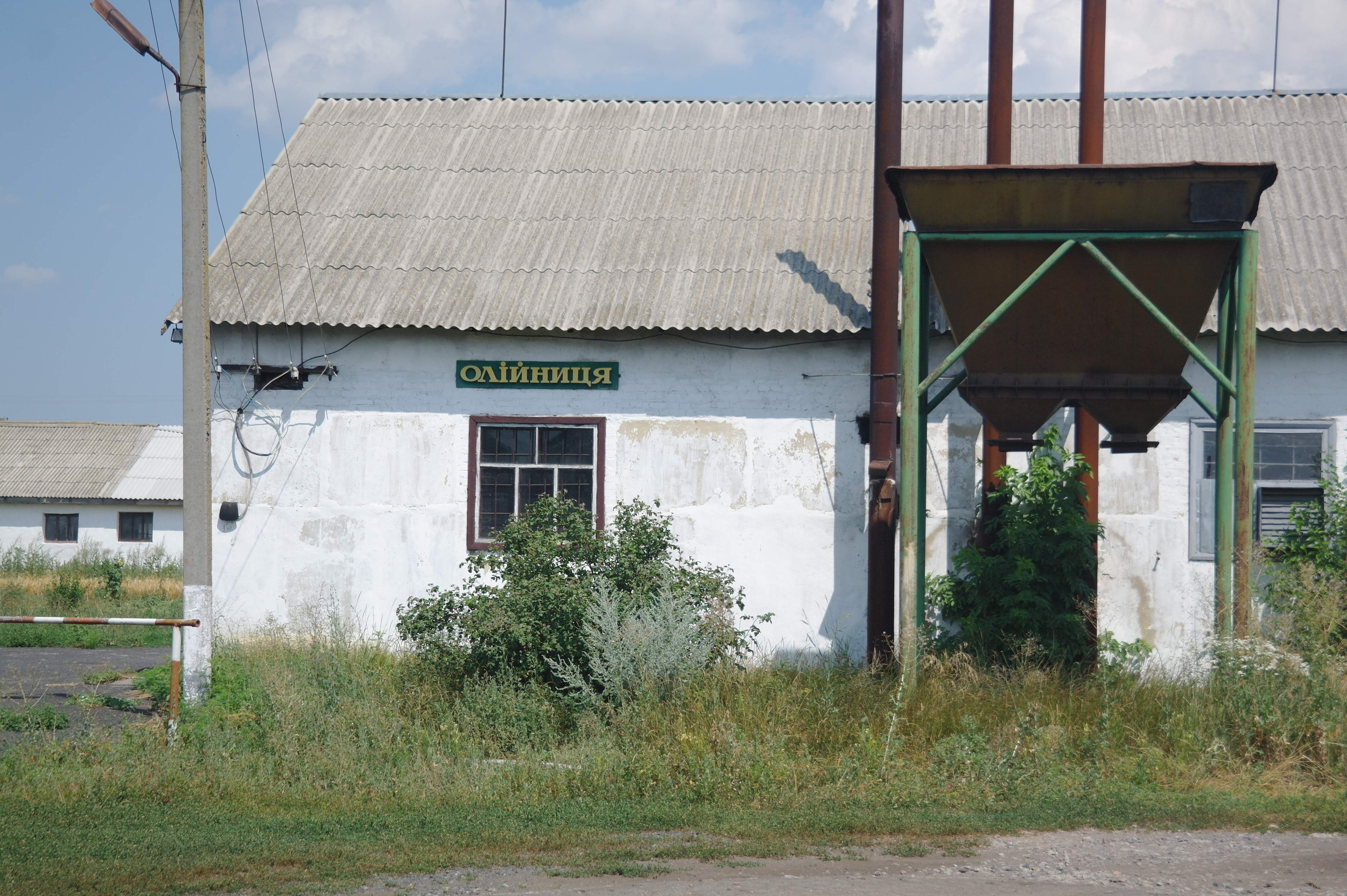
Олійниця, в'їзд із заходу
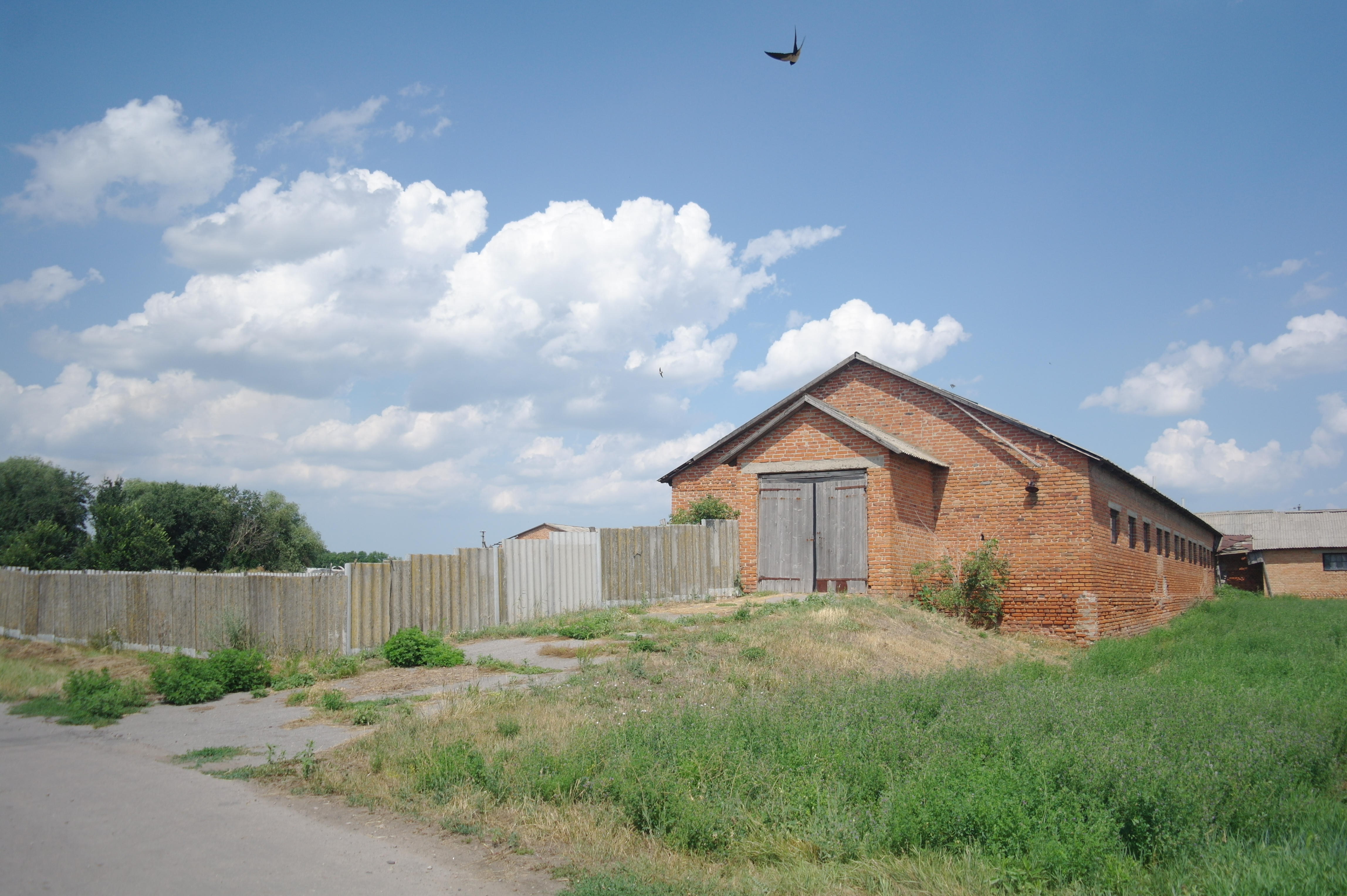
Ферма для страусів